# Charles Albert Waltner
Charles Albert Waltner, (Párizs, 1846. március 24. – Párizs, 1925. június 25.) francia rézkarcoló, a Francia Szépművészeti Akadémia tagja.

## Életpályája
Eleinte Jean-Léon Gérôme festészetét tanulmányozta, majd Achille Louis Martinet és Louis Pierre Henriquel-Dupont vezetése alatt a rézmetszésre adta magát. 1868-tól több évet töltött Olaszországban. Különösen sikerültek pompás rézkarcai, melyek ritka tökéletességgel utánozzák az eredeti művek festőiségét. 1908-ban a Francia Szépművészeti Akadémia tagja lett. Művészete hatással volt Karl Köpping alkotásaira.

## Főbb művei
- Vicq báró képmása Rubenstől (1870)
- Margit hercegnő képe Velazqueztől
- Rembrandt saját képmása
- A kínai váza, Fortuny után
- Krisztus sírbatétele, van Dyck után
- Az Angelus, Millettől
- Krisztus Pilátus előtt, Munkácsytól (1882)
- Éjjeli őrjárat, Rembrandttól (1885)